# На глибині
«На глибині» (також «Гранична глибина», англ. Submerged) — американо-британський бойовик, повнометражний відеофільм 2005 року.

## Сюжет
Кріс Коді, найнезалежніший агент боротьби з тероризмом, бореться за своє життя глибоко в морській безодні. Бореться не тільки зі стихією, але і зі зрадою. Ще зовсім нещодавно він був в'язнем військової тюрми. Його звільнили за розпорядженням президента США для виконання особливо важливого завдання. Він повинен виявити і знищити вбивць посла США в одній з країн. Але агенти ЦРУ, що прикривають операцію Кріса Коді, не повідомляють йому, що за вбивством стоїть Секретна служба США. Так закривається смертельна пастка. Але ще не все втрачено.

## У ролях
- Стівен Сіґал — Кріс Коді
- Вільям Гоуп — агент Флетчер
- Вінні Джонс — Генрі
- Крістін Адамс — доктор Сьюзен Чеппелл
- Нік Брімбл — доктор Едріан Ледер
- Елісон Кінг — Даміта
- П.Х. Моріарті — шеф
- Гері Деніелс — полковник Шарп
- Росс Макколл — Плауден
- Стівен Тейлор — Луїс
- Пітер Янґблад Гіллз — Док Шок
- Адам Фоґерті — О'Гірн
- Кріс Гезлвуд — Гардінґ
- Микола Сотіров — полковник Хорхе Гілан
- Вільям Теплі — посол Рон Гіґґінз
- Мартін МакДугалл — помічник
- Сем Дуглас — Берджесс
- Том Ендрюс — Джері
- Йонас Толкінгтон — Мосс
- Джейсон Петерсон — пілот ВМС
- Атанас Сребрев — поліцейський 1
- Нікол Додов — президент Велард
- Луїс Сото — Альберто Сандров
- Сайрус Пеглеві — кур'єр
- Лі Зіммерман — посол США